# 一条実良
一条 実良（いちじょう さねよし）は、江戸時代後期の公卿。左大臣・一条忠香の子。幼名は嘉多丸。官位は従一位・右大臣。一条家23代当主。法号は華厳光寺。昭憲皇太后（明治天皇皇后）の異母兄。
横浜港の閉鎖などを建言する。慶応3年（1867年）12月に王政復古の大号令が発せられ、公武合体派であることを理由に参内を停止された。

## 経歴
嘉永元年（1848年）8月7日に叙従三位。安政5年（1858年）に権大納言となる。文久2年（1862年）に国事御用掛となる。
慶応3年（1867年）に右大臣となる。同年11月13日に叙従一位。
慶応4年（1868年）、薨去。享年34。

## 系譜
- 父：一条忠香
- 母：家女房
- 正室：近衛総子 - 近衛忠煕の娘
- 生母不明の子女
  - 三女：良子 - 一条忠貞室→一条実輝室
  - 女子：亨子 - 福、池田長準の室
- 養子
  - 男子：一条忠貞 - 醍醐忠順三男

## 備考
- 京都の祇園祭の山鉾のひとつ・函谷鉾には、幼少期の実良（嘉多丸）をモデルにした稚児人形「嘉多丸君（かたまるぎみ）」が乗せられている。1839年に函谷鉾が再建された際、稚児に代わってはじめて稚児人形を乗せるにあたり、人形制作を依頼された大仏師の七条左京が左大臣一条忠香（実良の父）に相談したことによる。忠香は嘉多丸をモデルにすることを許可し、完成した人形に「嘉多丸」と命名した[1][2]。